# Saison 2019 des Dragons catalans
La saison 2019 des Dragons catalans, unique franchise française de rugby à XIII en Super League, constitue leur quatorzième participation à cette ligue. L'entraîneur anglais Steve McNamara, arrivé le 10 juin 2017, effectue sa troisième saison au club. Le botteur catalan Sam Tomkins est le meilleur réalisateur du club avec 189 points. Aucun joueur n'est nommé dans l'équipe de rêve de la Super League.
En Challenge Cup, les Dragons Catalans, tenants du titre, sont éliminés en quarts de finale par Hull FC 8-51. En Super League, les Dragons Catalans longtemps dans le top 5 finissent finalement à la septième place ne leur permettant pas de prendre part à la phase finale.
La saison est marquée par une réception par les Dragons Catalans dans l'antre du club de football du FC Barcelone, le Nou Camp, des Warriors de Wigan devant 31 555 spectateurs, cette affluence est le record d'affluence lors d'une rencontre de saison régulière de Super League.

## Déroulement de la saison

### Transferts
Il est annoncé avant la victoire des Dragons Catalans en Challenge Cup en 2018 l'arrivée de l'arrière star anglais Sam Tomkins des Wigan Warriors. Il est suivi ensuite de l'expérimenté Matty Smith de St Helens et de l'espoir anglais Matt Whitley de Widnes dont le club est relégué en Championship. Après le début de saison, le Français Fouad Yaha parti à Agen en rugby à XV revient au club. Enfin Sam Kasiano arrive courant mars en provenance de Melbourne.
Concernant les départs, Luke Walsh, Vincent Duport, Louis Anderson et Paul Aiton prennent leurs retraites, bien qu'Anderson décide d'une dernière expérience à Villegailhenc Aragon en seconde division française. Iain Thornley retour en Angleterre à Leigh, Louis Jouffret tente l'aventure du côté de Batley et Josh Drinkwater n'est pas parvenu à prolonger son aventure aux Dragons en signant à Hull KR.

### Avant-saison
Les Dragons catalans ont remporté en 2018 pour la première fois de son histoire la Coupe d'Angleterre appelée Challenge Cup à Wembley. En raison d'une affluence de 50 672 spectateurs lors de la finale 2018 alors que depuis son retour à Wembley en 2007 les affluences se situaient entre 68 000 à 85 000 spectateurs, la Fédération anglaise de rugby à XIII décide de mettre en place un dépôt de caution d'un montant de 555 000 euros en cas de qualification en finale aux seuls clubs des Dragons catalans, du Toulouse Olympique XIII et Toronto Wolfpack, tous trois non-britanniques, à partir de l'édition 2019 si l'affluence est inférieure à 70 000 spectateurs, prétextant le manque à gagner en billetterie en finale. Ces deux derniers ont rapidement décliné leurs participations suivis quelques semaines plus tard des Dragons catalans. Cette exigence de la RFL provoque une véritable incompréhension au sein des clubs et de leurs supporters y compris anglais, avançant d'autres arguments que la présence des Dragons catalans en finale à savoir la date de la finale lors du week-end d'août appelé « August Bank Holiday » où les prix des hôtels et des voyages sont revus à la hausse et les difficultés liées aux transports avec les réfections des grands axes de voirie
Paradoxalement, la victoire des Dragons catalans permet la tenue d'une rencontre constituant un évènement attendu car disputée dans le stade de football du FC Barcelone le Nou Camp entre les Dragons Catalans et les Warriors de Wigan.
Le premier match de préparation à la saison oppose les Dragons Catalans dans son antre Gilbert-Brutus contre une opposition des meilleurs joueurs du Championnat de France appelé XIII du Président. Les Dragons remportent cette rencontre 38-14 où les trois nouvelles recrues se mettent en valeur, notamment Sam Tomkins à l'origine de quatre essais et inscrivant trois transformations. La seconde rencontre de préparation se déroule la semaine suivante avec la réception de Toulouse qui évolue en Championship. Après une première période où les Dragons se détachent de leur adversaire 22-0, ils s'imposent finalement 22-18 après une remontée au score toulousaine, pointant une certaine inefficacité offensive et une fébrilité défensive.

## Résultats
| Légende | Légende  |
| ------- | -------- |
|         | Victoire |
|         | Nul      |
|         | Défaite  |

### Saison régulière 2019 de Super League
| Date       | Compétition  | Journée | Equipe                  | D/E | Stade                      | Résultat | Score | Essais                                            | Buts                          | Spect. |
| ---------- | ------------ | ------- | ----------------------- | --- | -------------------------- | -------- | ----- | ------------------------------------------------- | ----------------------------- | ------ |
| 18/01/2019 | Amical       | -       | XIII du Président       | D   | Stade Gilbert-Brutus       | Victoire | 38-14 | Romano (2), Gigot, Mead (3), Belmas               | Tomkins (3), Smith (2)        | 2 500  |
| 25/01/2019 | Amical       | -       | Toulouse olympique XIII | D   | Stade Gilbert-Brutus       | Victoire | 22-18 | Mead, Tierney (3)                                 | Tomkins (3)                   | 2 000  |
| 01/02/2019 | Super League | 1       | Castleford              | E   | Wheldon Road               | Défaite  | 4-20  | Tierney                                           |                               | 7 499  |
| 09/02/2019 | Super League | 2       | Huddersfield            | D   | Stade Gilbert-Brutus       | Victoire | 27-10 | Wiliame (2), Tierney, Tomkins                     | Tomkins (5) et 1 drop Smith   | 9 211  |
| 21/02/2019 | Super League | 3       | Wakefield               | E   | Belle Vue                  | Défaite  | 12-22 | Langi (2)                                         | Tomkins (2)                   | 4 639  |
| 02/03/2019 | Super League | 4       | Warrington              | D   | Stade Gilbert-Brutus       | Victoire | 23-22 | Wiliame, Edwards, Casty                           | Tomkins (5) et 1 drop Gigot   | 8 158  |
| 09/03/2019 | Super League | 5       | Salford                 | D   | Stade Gilbert-Brutus       | Défaite  | 0-46  |                                                   |                               | 8 021  |
| 17/03/2019 | Super League | 6       | Hull KR                 | E   | KCOM Stadium               | Victoire | 18-16 | Wiliame, Albert, Tierney                          | Tomkins (3)                   | 7 203  |
| 23/03/2019 | Super League | 7       | Leeds                   | D   | Stade Gilbert-Brutus       | Victoire | 26-22 | Yaha (4), Albert                                  | Tomkins (3)                   | 8 220  |
| 31/03/2019 | Super League | 8       | Wigan                   | E   | DW Stadium                 | Défaite  | 0-42  |                                                   |                               | 11 106 |
| 06/04/2019 | Super League | 9       | St Helens               | D   | Stade Gilbert-Brutus       | Victoire | 18-10 | Yaha, Tomkins, Gigot                              | Tomkins (3)                   | 8 783  |
| 13/04/2019 | Super League | 10      | Hull FC                 | D   | Stade Gilbert-Brutus       | Défaite  | 30-31 | Gigot, Baitieri, Garcia, Yaha, Kasiano            | Tomkins (5)                   | 8 220  |
| 18/04/2019 | Super League | 11      | London Broncos          | E   | Trailfinders Sports Ground | Victoire | 39-6  | Whitley (2), Tierney, Bird, Romano, Tomkins       | Tomkins (7) et 1 drop Tomkins | 2 153  |
| 22/04/2019 | Super League | 12      | Castleford              | D   | Stade Gilbert-Brutus       | Victoire | 37-16 | Bousquet (2), Gigot, Bird, Whitley, Tomkins       | Tomkins (6) et 1 drop Gigot   | 10 120 |
| 28/04/2019 | Super League | 13      | St Helens               | E   | Totally Wicked Stadium     | Défaite  | 14-50 | Wiliame, Tierney                                  | Tomkins (1)                   | 11 268 |
| 04/05/2019 | Super League | 14      | Hull FC                 | E   | KCOM Stadium               | Victoire | 37-6  | Yaha, Gigot, Wiliame, Romano, Whitley, Langi      | Tomkins (6) et 1 drop Gigot   | 9 830  |
| 18/05/2019 | Super League | 15      | Wigan                   | D   | Nou Camp                   | Victoire | 33-16 | McIlorum, Mead (2), Langi, Kasiano                | Gigot (6)                     | 31 555 |
| 25/05/2019 | Super League | 16      | Wakefield               | N   | Anfield                    | Victoire | 25-18 | Yaha, Gigot, Garcia                               | Gigot (4) et 1 drop de Gigot  | 30 057 |
| 06/06/2019 | Super League | 17      | Warrington              | E   | Halliwell Jones Stadium    | Défaite  | 4-34  | Yaha                                              |                               | 10 015 |
| 15/06/2019 | Super League | 18      | London Broncos          | D   | Stade Gilbert-Brutus       | Défaite  | 12-30 | Yaha (3)                                          |                               | 8 137  |
| 22/06/2019 | Super League | 19      | Hull FC                 | D   | Stade Gilbert-Brutus       | Défaote  | 10-50 | Tomkins, Tierney                                  | Tomkins (1)                   | 10 284 |
| 30/06/2019 | Super League | 20      | Leeds                   | E   | Headingley Rugby Stadium   | Défaite  | 12-31 | Romano, Tomkins                                   | Tomkins (2)                   | 12 638 |
| 06/07/2019 | Super League | 21      | Wakefield               | D   | Stade Gilbert-Brutus       | Victoire | 44-10 | Broughton (3), Whitley, Langi, Edwards, Gigot (2) | Tomkins (6)                   | 7 237  |
| 12/07/2019 | Super League | 22      | Huddersfield            | E   | John Smith's Stadium       | Victoire | 32-28 | Tomkins (3), Wiliame, Broughton (2)               | Tomkins (4)                   | 4 451  |
| 21/07/2019 | Super League | 23      | Salford                 | E   | AJ Bell Stadium            | Défaite  | 14-40 | Wiliame, Kasiano                                  | Tomkins (3)                   | 2 785  |
| 03/08/2019 | Super League | 24      | Warrington              | D   | Stade Gilbert-Brutus       | Victoire | 30-10 | Gigot, Whitley, Mead, Yaha                        | Tomkins (7)                   | 9 634  |
| 09/08/2019 | Super League | 25      | Leeds                   | E   | Headingley Rugby Stadium   | Défaite  | 8-48  | Goudemand                                         | Gigot (2)                     | 11 336 |
| 17/08/2019 | Super League | 26      | London Broncos          | D   | Stade Gilbert-Brutus       | Défaite  | 4-17  | Wiliame                                           |                               | 7 727  |
| 31/08/2019 | Super League | 27      | Hull KR                 | D   | Stade Gilbert-Brutus       | Défaite  | 6-24  | Mead                                              | Gigot (1)                     | 8 253  |
| 06/09/2019 | Super League | 28      | Wigan                   | E   | DW Stadium                 | Défaite  | 12-46 | Tierney, McIlorum                                 | Tomkins (2)                   | 10 804 |
| 13/09/2019 | Super League | 29      | Huddersfield            | E   | John Smith's Stadium       | Défaite  | 22-24 | Mourgue, Tierney (2)                              | Tomkins (5)                   | 5 242  |

### Challenge Cup 2019
| Date       | Compétition   | Journée            | Equipe    | D/E | Stade                | Résultat | Score | Essais                                                          | Buts                   | Spect. |
| ---------- | ------------- | ------------------ | --------- | --- | -------------------- | -------- | ----- | --------------------------------------------------------------- | ---------------------- | ------ |
| 11/05/2019 | Challenge Cup | Huitième de finale | Doncaster | D   | Stade Gilbert-Brutus | Victoire | 62-6  | Wiliame (4), Whitley (2), , Baitieri, Mead (2), Yaha (2), Gigot | Tomkins (1), Gigot (6) | 1 800  |
| 30/05/2019 | Challenge Cup | Quart de finale    | Hull FC   | E   | KCOM Stadium         | Défaite  | 8-51  | Tierney (2)                                                     |                        | 4 832  |

## Statistiques
Le tableau suivant résume les statistiques des joueurs des Dragons Catalans en Super League et Challenge Cup pour la saison 2019.
| Numéro | Nom               | Super League | Super League | Super League | Super League | Super League | Challenge Cup | Challenge Cup | Challenge Cup | Challenge Cup | Challenge Cup |
| Numéro | Nom               | M.J.         | Pts          | E            | B            | D            | M.J.          | Pts           | E             | B             | D             |
| ------ | ----------------- | ------------ | ------------ | ------------ | ------------ | ------------ | ------------- | ------------- | ------------- | ------------- | ------------- |
| 1      | Tony Gigot        | 24           | 63           | 8            | 13           | 5            | 2             | 13            | 1             | 6             | 0             |
| 2      | Jodie Broughton   | 3            | 20           | 5            | 0            | 0            | 0             | 0             | 0             | 0             | 0             |
| 3      | David Mead        | 17           | 16           | 4            | 0            | 2            | 8             | 2             | 0             | 0             | 0             |
| 4      | Brayden Wiliame   | 25           | 10           | 40           | 0            | 0            | 2             | 8             | 2             | 0             | 0             |
| 5      | Lewis Tierney     | 21           | 36           | 9            | 0            | 0            | 1             | 8             | 2             | 0             | 0             |
| 6      | Samisoni Langi    | 27           | 20           | 5            | 0            | 0            | 1             | 0             | 0             | 0             | 0             |
| 7      | Matty Smith       | 16           | 1            | 0            | 0            | 1            | 0             | 0             | 0             | 0             | 0             |
| 8      | Rémi Casty        | 26           | 4            | 1            | 0            | 0            | 1             | 0             | 0             | 0             | 0             |
| 9      | Michael McIlorum  | 13           | 8            | 2            | 0            | 0            | 2             | 0             | 0             | 0             | 0             |
| 10     | Sam Moa           | 18           | 0            | 0            | 0            | 0            | 2             | 0             | 0             | 0             | 0             |
| 11     | Kenny Edwards     | 19           | 8            | 2            | 0            | 0            | 2             | 0             | 0             | 0             | 0             |
| 12     | Benjamin Garcia   | 15           | 12           | 3            | 0            | 0            | 1             | 0             | 0             | 0             | 0             |
| 13     | Greg Bird         | 15           | 8            | 2            | 0            | 0            | 0             | 0             | 0             | 0             | 0             |
| 14     | Julian Bousquet   | 26           | 8            | 2            | 0            | 0            | 2             | 0             | 0             | 0             | 0             |
| 15     | Mickaël Simon     | 22           | 0            | 0            | 0            | 0            | 1             | 0             | 0             | 0             | 0             |
| 16     | Benjamin Jullien  | 15           | 0            | 0            | 0            | 0            | 1             | 0             | 0             | 0             | 0             |
| 17     | Matthew Whitley   | 25           | 24           | 6            | 0            | 0            | 2             | 8             | 2             | 0             | 0             |
| 18     | Alrix Da Costa    | 16           | 0            | 0            | 0            | 0            | 2             | 0             | 0             | 0             | 0             |
| 19     | Mickaël Goudemand | 20           | 4            | 1            | 0            | 0            | 0             | 0             | 0             | 0             | 0             |
| 20     | Lambert Belmas    | 5            | 0            | 0            | 0            | 0            | 1             | 0             | 0             | 0             | 0             |
| 21     | Paul Séguier      | 0            | 0            | 0            | 0            | 0            | 0             | 0             | 0             | 0             | 0             |
| 22     | Lucas Albert      | 14           | 8            | 2            | 0            | 0            | 1             | 0             | 0             | 0             | 0             |
| 23     | Antoni Maria      | 15           | 0            | 0            | 0            | 0            | 0             | 0             | 0             | 0             | 0             |
| 24     | Jason Baitieri    | 19           | 4            | 1            | 0            | 0            | 2             | 4             | 1             | 0             | 0             |
| 25     | Arthur Romano     | 13           | 12           | 3            | 0            | 0            | 1             | 0             | 0             | 0             | 0             |
| 26     | Arthur Mourgue    | 1            | 4            | 1            | 0            | 0            | 0             | 0             | 0             | 0             | 0             |
| 29     | Sam Tomkins       | 24           | 189          | 9            | 76           | 1            | 2             | 2             | 0             | 1             | 0             |
|        | Fouad Yaha        | 15           | 52           | 13           | 0            | 0            | 2             | 8             | 2             | 0             | 0             |
|        | Sam Kasiano       | 21           | 12           | 3            | 0            | 0            | 1             | 0             | 0             | 0             | 0             |
|        | Robin Brochon     | 1            | 0            | 0            | 0            | 0            | 0             | 0             | 0             | 0             | 0             |

## Classement de la phase régulière
| Rang | Franchise           | J  | V  | N | D  | Pm  | Pe  | Diff | Pts |
| ---- | ------------------- | -- | -- | - | -- | --- | --- | ---- | --- |
| 1    | St Helens RLFC      | 29 | 26 | 0 | 3  | 916 | 395 | +521 | 52  |
| 2    | Wigan Warriors      | 29 | 18 | 0 | 11 | 699 | 539 | +160 | 36  |
| 3    | Salford City Reds   | 29 | 17 | 0 | 12 | 783 | 597 | +186 | 34  |
| 4    | Warrington Wolves   | 29 | 16 | 0 | 13 | 709 | 533 | +176 | 32  |
| 5    | Castleford Tigers   | 29 | 15 | 0 | 14 | 646 | 558 | +88  | 30  |
| 6    | Hull FC             | 29 | 15 | 0 | 14 | 645 | 768 | -123 | 30  |
| 7    | Dragons catalans    | 29 | 13 | 0 | 16 | 553 | 745 | -192 | 26  |
| 8    | Leeds Rhinos        | 29 | 12 | 0 | 17 | 650 | 644 | +6   | 24  |
| 9    | Wakefield Wildcats  | 29 | 11 | 0 | 18 | 608 | 723 | -115 | 22  |
| 10   | Huddersfield Giants | 29 | 11 | 0 | 18 | 571 | 776 | -205 | 22  |
| 11   | Hull KR             | 29 | 10 | 0 | 19 | 548 | 768 | -220 | 20  |
| 12   | London Broncos      | 29 | 10 | 0 | 19 | 505 | 787 | -282 | 20  |

|  | Champion de la saison régulière et qualifié pour la phase finale. |
|  | Qualifié pour la phase finale.                                    |
|  | Relégué en Championship.                                          |

Attribution des points : deux points sont attribués pour une victoire, un point pour un match nul, aucun point en cas de défaite.

## Trophées et honneurs en championnat

### Individuel
Le botteur Sam Tomkins termine sixième meilleur botteur de la saison 2019 avec 76 réalisations derrière Lachlan Coote (106 réalisations), Marc Sneyd (104), Zak Hardaker (93), Krisnan Inu (93) et Stefan Ratchford (84). Le second botteur est Tony Gigot avec treize réalisations. Sam tonkins est ainsi le meilleur marqueur de points des Dragons Catalans avec 189 points inscrits (76 buts, neuf essais et un drop) devant Tony Gigot (63 points avec treize buts, huit essais et cinq drops). Les meilleurs marqueurs d'essais sont Fouad Yaha avec treize essais, Brayden Wiliames avec dix essais, Sam Tomkins (neuf essais) et Lewis Tierney (neuf essais).

### Collectif
Sur la saison de Super League, Les Dragons Catalans n'ont inscrit que 87 essais (St Helens, leader, en a inscrit 150) et occupent la dixième place de ce classement. Ils ont encaissé 125 essais et y occupent la septième place.

### Stade
Le stade Gilbert-Brutus a été rénové lors de la saison 2011 pour la construction d'une nouvelle tribune de 2 560 places assises, ce qui porte la capacité totale du stade à 11 500 places assises. Il comporte également une loge panoramique, des bureaux, une boutiques et des guichets. En termes de capacité, cela situe le club dans le top 7 de la Super League. Le coût de cette extension est de l'ordre de 6 805 000 euros répartis entre la ville de Perpignan (49 %), la région Occitanie (28 %) et le conseil départemental des Pyrénées orientales (23 %).

## Joueurs en sélection nationale
L'équipe de France n'a disputé aucune rencontre officielle cette saison 2019, à l'exception de la Coupe du monde de rugby à neuf 2019. Au cours de cette dernière qui se déroule en fin d'année, plusieurs joueurs sont sélectionnés : Jason Baitieri en tant que capitaine, Lucas Albert, Lambert Belmas, Alrix Da Costa et Arthur Romano. Brayden Wiliame lui est sélectionné avec les Fidji et Sam Tomkins avec l'Angleterre.
Concernant d'autres rencontres internationales, David Mead prend part avec la Papouasie-Nouvelle-Guinée à la victoire 28-10 en Test-match contre la Grande-Bretagne. Brayden Wiliame avec les Fidji remporte son opposition contre la Papouasie-Nouvelle-Guinée .

## Couverture médiatique
La chaîne beIN Sport possède les droits télés de la Super League et les retransmissions des matchs à domicile des Dragons Catalans, service qu'elle propose non sans quelques difficultés techniques. Ainsi lors de la retransmission du match contre Wigan au Camp Nou le 18 mai 2019, des perturbations importantes affectent la diffusion des images les quinze dernières minutes du match. La presse treiziste anglaise ironise sur la diffusion défaillante de BeiN sport en se demandant si « quelqu'un à Beinsport n'a pas renversé un verre de pastis sur des composants électroniques dans l'excitation » devant la performance des dragons.
Sky Sports retransmet les matchs disputés à l'extérieur sur le sol britannique. Pour la Challenge Cup, les diffusions sont assurées par la BBC.
Dans la presse, les résultats et rapports des matchs sont diffusés dans des quotidiens tels que L'Équipe (épisodiquement) ou L'Indépendant (systématiquement) en France. Le quotidien Midi Libre, édition Perpignan uniquement, s'intéressant parfois à la vie du club. Midi Olympique suit également les catalans dans la demi-page « Treize Actualité », qu'il consacre au rugby à XIII dans son édition « rouge », mais pas de manière continue. Cependant la victoire des Dragons catalans contre Wigan à Barcelone est relatée par la presse nationale (journal l’Équipe) et exceptionnellement par Midi Libre dans son édition « Sports  » régionale.
Au Royaume-Uni,  le mensuel Rugby League World et l'hebdomadaire Rugby Leaguer & League Express suivent de manière régulière et détaillée les Dragons,  non seulement en tant qu'équipe de la Superleague, mais aussi en tant que club français. Chaque revue a en effet un journaliste spécialisé en rugby à XIII Français (respectivement, Peter Bird et Mike Rylance fin années 2010). Cependant, les articles ne sont rédigés qu'en anglais, puisqu'ils sont destinés à un lectorat britannique. A la marge d'autres magazines britanniques , League Weekly et « Forty-20 » devraient également relater les matchs du club ainsi que les magazines australiens Rugby League Review et  Rugby League Week. 